# Steccherinum laeticolor
Steccherinum laeticolor är en svampart som först beskrevs av Berk. & M.A. Curtis, och fick sitt nu gällande namn av Banker 1912. Steccherinum laeticolor ingår i släktet Steccherinum och familjen Meruliaceae.   Inga underarter finns listade i Catalogue of Life.